# جوناثان فينر
جوناثان فينر (بالإنجليزية: Jonathan Finer)‏ (مواليد 1976) صحفي ودبلوماسي أمريكي يشغل منصب نائب مستشار الأمن القومي تحت إشراف مستشار الأمن القومي جيك سوليفان في إدارة الرئيس الأمريكي جو بايدن. شغل سابقًا منصب رئيس الأركان ومدير تخطيط السياسات للوزير السابق جون كيري في وزارة الخارجية الأمريكية .